# El baño del diablo
El baño del diablo (en alemán: Des Teufels Bad) es una película dramática de terror austro-alemana de 2024 escrita y dirigida por Veronika Franz y Severin Fiala. La película, protagonizada por Anja Plaschg, cuenta la historia de Agnes, una mujer casada que no se siente a gusto en el mundo de su marido.
Fue seleccionada en la Competición del Festival Internacional de Cine de Berlín de 2024, donde compitió por el Oso de Oro.

## Sinopsis
La película se desarrolla alrededor de 1750. Una mujer deja caer un bebé desde una cascada antes de ir a un castillo a confesar su crimen. La película cambia a la noche y muestra lentamente el cuerpo de la mujer ahora decapitada sentada en una silla mientras su cabeza descansa en una jaula detrás de ella. Al cuerpo le faltan algunos dedos de las manos y de los pies. Una persona corta uno de los dedos restantes de la chica muerta y lo envuelve en una tela. Al día siguiente, Agnes y Wolf se casan y se mudan a una casa que Wolf compró para ellos. Esa noche, Agnes ve a un Wolf borracho que le dice a su mejor amigo Lenz que es guapo, a lo que Lenz responde que a él también le gusta. El hermano de Agnes le da el dedo cortado de la mujer muerta del principio de la película, lo que se supone que la ayudará a tener un hijo. 
De regreso a casa, Agnes besa el dedo y lo coloca debajo del colchón. Cuando Wolf borracho regresa más tarde, Agnes quiere tener sexo porque tiene un deseo urgente de tener hijos. Pero su marido se comporta de manera desdeñosa. Agnes se despierta sola en su cama. Después de registrar la casa y los establos, se viste rápidamente y sale en busca de Wolf. Conoce a una mujer con dos niños y le pide que la lleve al estanque donde Wolf trabaja como pescador. Los niños están de acuerdo y la guían a través del bosque, pero huyen y se esconden, lo que hace que Agnes se pierda. Descubre un dibujo en un árbol que muestra a la chica arrojando a su hijo a la cascada y su posterior ejecución. Unos metros más allá, encuentra el cuerpo de la mujer, sentada erguida sobre un pequeño altar. 
La noche siguiente, Agnes vuelve a intentar intimar con el ahora sobrio Wolf, pero él la rechaza y se queda dormido. Al día siguiente, Agnes reza ante un muñeco de cera del Niño Jesús en la iglesia. Temprano en la mañana, ella va al estanque donde trabaja Wolf, con la esperanza de atrapar algunos peces, pero se queda atrapada en el barro. Cuando Wolf y los otros trabajadores llegan, él la regaña por su imprudencia y le dice que podría haberse ahogado. Durante la noche, alguien llama a su puerta y le dice a Wolf que Lenz se ha ahorcado. Wolf se apresura al lugar y él y sus amigos se llevan el cuerpo de Lenz, mientras su madre les ruega que lo dejen con ella para el entierro. Al día siguiente, el sacerdote da un sermón y explica que Lenz no puede ser enterrado porque el suicidio es un pecado y peor que el asesinato. 
Luego explica que la chica que arrojó a su bebé a la cascada al menos se salvó porque confesó y fue perdonada antes de su ejecución. En el camino de regreso, Agnes se lastima cortándose la lengua y luego se acuesta junto al cadáver sin cabeza de la mujer de la cascada. Tarde esa noche, regresa a casa y escucha a la madre de Wolf quejándose de ella, llamándola una carga porque no puede quedar embarazada. Agnes se deprime cada vez más y se va de nuevo. A la mañana siguiente, el hermano de Agnes la encuentra durmiendo en su granero. Wolf intenta llevársela a casa, pero ella se niega, por lo que él la acepta de regreso. Una Agnes desesperada se queda en la cama y no hace ninguna de sus tareas. La comida se estropea y las cabras enferman y hay que sacrificarlas. Agnes es enviada a un peluquero que le cose un trozo de crin de caballo en el cuello y le dice que debe moverlo una y otra vez para que la herida se infecte y el "veneno" salga de su cabeza. En el camino de regreso, encuentra un bebé desatendido en el bosque y lo lleva a casa. 
Ella le explica a Wolf y a su madre que es un milagro, pero ellos se horrorizan y le dicen que traiga al bebé de regreso. A medida que su depresión empeora, Agnes decide suicidarse con veneno para ratas. Con dolor y vómitos, le ruega a Wolf que traiga un sacerdote. Él se va, pero regresa solo y le dice que el sacerdote no está, pero que pueden visitarlo juntos al día siguiente. Desesperada por morir sin confesar, admite haber tomado el veneno y Wolf la obliga a vomitarlo. A la mañana siguiente, Wolf y su madre visten a Agnes, y Wolf la lleva de regreso con su madre y su hermano, explicándoles que estaba poseída por el diablo y había intentado suicidarse. A la mañana siguiente, Agnes se levanta temprano, se viste y se dirige a la ciudad. 
En el camino, se encuentra con un grupo que recoge leña y le pide a un chico que la guíe a un pequeño santuario en el bosque. Ella le promete una recompensa si dice una oración con ella. Una vez que termina, ella lo apuñala en el cuello. El chico sobrevive al primer corte y comienza a gritar. Ella le dice que nunca volverá a pecar y que será un ángel ante Dios.

## Reparto
- Anja Plaschg como Agnes
- Maria Hofstätter como Madre Gänglin
- David Scheid como Wolf
- Natalija Baranova como Ewa Schikin
- Lucas Walcher como Lucas

## Producción
La película fue producida por la austriaca Ulrich Seidl Film Production GmbH en coproducción con la alemana Heimatfilm. Filmladen son los distribuidores en Austria. La producción fue financiada por el Austrian Film Institute, el Vienna Film Fund, Film Location Austria (FISA) y el estado de Baja Austria, el German Film Fund, la Film and Media Foundation NRW y Eurimages. La Corporación Austriaca de Radiodifusión, la Corporación Bávara de Radiodifusión y Arte apoyaron la película.
El psicograma creado por Veronika Franz y Severin Fiala tiene como actriz principal a Anja Plaschg, que también compuso la música. Martin Gschlacht actuó como director de fotografía y Michael Palm editó la película.
La película se rodó durante más de 40 días, del 1 de noviembre de 2020 al 29 de enero de 2022, en Litschau, Baja Austria y Renania del Norte-Westfalia. En enero de 2022 se rodó por última vez, entre otros lugares, en las ruinas del castillo de Neuenberg, cerca de la localidad de Scheel, en el municipio de Lindlar, en el distrito del Alto Berg. En diciembre de 2021 se emplearon más de 400 extras y pequeños actores para una escena de ejecución que se adaptara al marco histórico de la época.

## Recepción
En el sitio web del agregador de reseñas Rotten Tomatoes, la película tiene un índice de aprobación del 100% basado en 7 reseñas, con una calificación promedio de 8,5/10.